# Некрозоофаги
Некрозоофаги (від грец. nekros «мертвий», zoon «жива істота, тварина» та phagos «пожирач»), трупоїди,падальники — тварини які живляться трупами інших тварин. Відносяться до гетеротрофів.

## Основні відомості
Некрофаги, або як їх іще називають детритофаги (від лат. Detritus - розпад, продукт розпаду і грец. Φάγος - пожирач) - тварини і найпростіші, які харчуються органічним матеріалом, що розкладається - детритом. Детритофаги є важливою ланкою в кругообігу речовин у живій природі, посилюючи доступність органічних речовин для бактерій. В екосистемах детритофаги виконують роль консументів, як і тварини, що харчуються «живою» органікою. Від решти консументів детритофаги відрізняються тим, що не зменшують продукцію своїх ресурсів. Існують переходи між детритофагами і редуцентамі - бактеріями і грибами, а також переходи між детритофагами, які харчуються мертвою речовиною, і консументами, які споживають бактерії і гриби, що поселяються на детриті.
Необхідно мати на увазі, що всі живі організми виділяють вуглекислий газ і воду, а багато хто - також мінеральні солі та інші прості неорганічні і органічні речовини (аміак, сечовину тощо) І таким чином беруть участь в руйнуванні органіки. Однак їх не відносять до редуцентів, оскільки традиційно в екології в цю групу включають лише гетеротрофні бактерії і гриби, що дійсно відіграють ключову роль у мінералізації органіки (див., Наприклад, Бігон та ін., 1989).

## Приклади
Некрофагами є багато комах (жуки-мертвоїди, шкіроїди, личинки двокрилих); деякі птахи (грифи, сипи, марабу, крук та ін.) та ссавці (гієни). Деякі тварини поїдають трупи епізодично, тоді як інші живляться ними регулярно. Багато тварин включають падло у свій раціон періодично − леви, ведмеді, різноманітні види родини псових, хоча для них живлення падлом носить вимушений характер. Охоче поїдають падло крокодили.
Існує гіпотеза, що до падальників можна віднести тиранозаврів.
Тварини здатні з’їсти м’які тканини загиблого організму дуже швидко. Наприклад, загиблого слона у джунглях різноманітні некрофаги об’їдають до кісток за 2−3 дні.
Некрофаги відіграють значну роль у природних екосистемах, здійснюючи внесок у розклад залишків відмерлих тварин.

## Роль детритофагів в потоці речовин і енергії в спільнотах
Детритофаги беруть участь у переробці органіки, що проходить через детритні харчові ланцюги (мережі). Показано, що у всіх екосистемах через детритний харчовий ланцюг проходить більше половини енергії (від приблизно 60% в планктонних співтовариствах до більш ніж 90% у лісових екосистемах). Чисельність і біомаса, а також продукція детритофагів в ґрунті досягає високих величин і часто перевищує ці показники для тварин надземних ярусів. У той же час біомаса і продукція мікроорганізмів-редуцентів в більшості випадків в 5-10 разів більше, ніж тварин-детритофагів.
Прості досліди показують, що при ізоляції рослинних залишків і трупів тварин від детритофагів їх розкладання редуцентами різко сповільнюється. Подрібнюючи органіку (особливо рослинні залишки) і пропускаючи її через свої кишечники, детритофаги сприяють заселенню детриту мікроорганізмами і його прискореного розкладання. Оскільки розвинулися на детрит мікроорганізми можуть служити їжею іншим детритофагам, детритні харчові ланцюги (мережі) часто включають більше число ланок, ніж пасовищні.

## Наземні детритофаги
- Дощові черви
- Терміти
- Жуки-могильники
- Гнойовики-землериї
- Багатоніжки
- Мокриці
- Гнойові мухи
- Личинки комах

## Водяні детритофаги
- Двохстулкові моллюски
- Коловратки
- Багатощетинкові черви
- Планктонні ракоподібні
- Ехіуриди
- Силікуарія південна
- Риби